# Maloje Putjatino
Maloje Putjatino (russisch Малое Путятино, deutsch Scherrewischken, 1938–1945 Bruderhof) ist ein Ort in der russischen Oblast Kaliningrad. Er gehört zur kommunalen Selbstverwaltungseinheit Munizipalkreis Osjorsk im Rajon Osjorsk.

## Geographische Lage
Maloje Putjatino liegt an der Regionalstraße 27A-043 (ex R517), welche die beiden Städte Tschernjachowsk (Insterburg) und Osjorsk (Darkehmen/Angerapp) verbindet. Innerorts zweigt die Kommunalstraße 27K-308 nach Sadowoje (Ballethen) ab.
Eine Bahnanbindung gibt es nicht mehr, da die Bahnstrecke Insterburg–Lyck mit der nahegelegenen Bahnstation Spirockeln (1938–1945 Hohenfried) im sowjetischen Abschnitt nach 1945 nicht wieder in Betrieb genommen worden ist.

## Geschichte
Am 6. Mai 1874 war das damalige Scherrewischken eine von sechs Landgemeinden, die den neu gegründeten Amtsbezirk Kallnen (1938–1946 Drachenberg, russisch: Nowo-Gurjeskoje) bildeten. Er gehörte bis 1945 zum Landkreis Darkehmen (1939–1945 Landkreis Angerapp) im Regierungsbezirk Gumbinnen der preußischen Provinz Ostpreußen. Am 3. Juni 1938 – amtlich bestätigt am 16. Juli 1938 – wurde Scherrewischken in „Bruderhof“ umbenannt.
Infolge des Zweiten Weltkrieges kam das Dorf mit der gesamten nordostpreußischen Region zur Sowjetunion. 1950 erhielt es den russischen Namen „Maloje Putjatino“ und wurde dem Dorfsowjet Sadowski selski Sowet im Rajon Osjorsk zugeordnet. Von 2008 bis 2014 gehörte Maloje Pjutatino zur Landgemeinde Krasnojarskoje selskoje posselenije, von 2015 bis 2020 zum Stadtkreis Osjorsk und seither zum Munizipalkreis Osjorsk.

### Einwohnerentwicklung
| Jahr | Einwohner |
| ---- | --------- |
| 1818 | 19        |
| 1863 | 219       |
| 1907 | 179       |
| 1925 | 164       |
| 1933 | 181       |
| 1939 | 155       |
| 2002 | 23        |
| 2010 | 27        |

## Kirche
Bis 1945 war Scherrewischken/Bruderhof mit seiner fast ausnahmslos evangelischen Einwohnerschaft in das Kirchspiel Ballethen (heute russisch: Sadowoje) eingepfarrt. Es gehörte zum Kirchenkreis Darkehmen (1938–1946 Angerapp, russisch: Osjorsk) in der Kirchenprovinz Ostpreußen der Kirche der Altpreußischen Union. Letzter deutscher Geistlicher war Pfarrer Joachim Großkreutz.
Nachdem in der Zeit der Sowjetunion kirchliches Leben untersagt wurde, bildeten sich erst in den 1990er Jahren in der Oblast Kaliningrad neue evangelische Gemeinden. Maloje Putjatino liegt im Bereich der Kirchenregion Gussew (Gumbinnen) innerhalb der Propstei Kaliningrad, die zur Evangelisch-Lutherischen Kirche Europäisches Russland (ELKER) gehört.